# Шаповалов, Александр Трофимович
Александр Трофимович Шаповалов (19 октября 1910, Валки — 9 октября 1988, Ростов-на-Дону) — советский военный, гвардии полковник. Участник советско-финской 1939—40 годов и Великой Отечественной войн. Кавалер девяти орденов.

## Биография
Александр Шаповалов родился 19 октября 1910 года в Валках в семье ремесленников. В 1923 году окончил Валковскую семилетку, после чего до 1926 года трудился у отца в хозяйстве. С 1930 по 1932 год был мастером на харьковской фабрике «Красная нить».
В 1932 году окончил полковую школу в Ворошиловске, с того же года начал службу в рядах Красной армии. До 1933 года был командиром отделения разведки артиллерийского дивизиона. В 1936 году был назначен на должность командира взвода полковой школы, которую занимал до 1938 года. С  1938 по 1939 год был командиром разведки дивизиона. Был участником советско-финской войны 1939—1940 годов.
Принимал участие в боях Великой Отечественной войны.
С 1946 по 1956 год командовал одним из минометных полков в Туркестанском военном округе, а затем до 1958 года служил на территории Казахской ССР. В 1958 году был отправлен в запас в звании полковника. Алексей Трофимович скончался 9 октября 1988 года в Ростове-на-Дону
Родным братом Александра Трофимовича был — Николай Шаповалов (1925 — 1990), подполковник, служивший в 1943—1944 годах разведчиком-наблюдателем, в полку которым командовал Александр Шаповалов. Кавалер орденов Красной Звезды и Отечественной войны II степени.

## Награды
Александр Трофимович был удостоен следующих наград: три ордена Красного Знамени (30 октября 1942, 7 марта 1943 и 13 июня 1952), орден Суворова III степени (23 марта 1945), орден Кутузова III степени (8 июня 1945), орден Александра Невского (2 ноября 1943), орден Отечественной войны I (28 июля 1944) и II (6 апреля 1985) степеней, орден Красной Звезды (6 ноября 1947) и медаль «За боевые заслуги» (3 ноября 1944).